# Bruno von Enderes
Bruno Ritter von Enderes (* 19. Februar 1871 in Wien; † 17. Oktober 1934 ebenda) war ein österreichischer Eisenbahnfachmann und Beamter.

## Jugend und Ausbildung
Bruno von Enderes kam 1871 als Sohn der Schriftstellerin Aglaia von Enderes geb. Podhaisky und des Journalisten Karl Ritter von Enderes zur Welt. Nach Besuch des Realgymnasiums in Wien diente er als Einjährig-Freiwilliger 1891/92 beim Infanterieregiment „Freiherr von Hess“ Nr. 49 und erreichte den Dienstgrad Leutnant in der Reserve. Anschließend studierte er an der Technischen Hochschule Wien. Während seines Studiums wurde er 1890 Mitglied der Wiener akademischen Burschenschaft Teutonia. Er schloss sein Studium im Juni 1896 mit dem Ingenieursdiplom ab.

## Karriere
Von März 1895 bis Februar 1897 war von Enderes Assistent an der Lehrkanzel für Eisenbahn- und Tunnelbau bei Professor Franz von Rziha. Im April 1897 trat von Enderes als Ingenieurassistent in die Bauleitung der Wiener Stadtbahn ein. 1902 wurde er als Baukommissar zur Eisenbahnbaudirektion versetzt und Karl Wurmb als Sekretär zugeteilt. 1903 wurde er als Oberingenieur in das k.k. Eisenbahnministerium berufen. Von 1906 bis 1908 war er Bauleiter der elektrischen Bahn Trient–Malè.
Im Oktober 1908 trat er aus dem Staatsdienst aus und wurde Stellvertreter des Generaldirektors bei der Aussig-Teplitzer Eisenbahn, ab 1909 war er selbst Generaldirektor.
Am 12. Februar 1917 trat er als Sektionschef wieder in den Staatsdienst ein und wurde von der jungen Republik ins Verkehrsministerium übernommen. Am 7. November 1918 wurde von Enderes als Unterstaatssekretär für Verkehrswesen in die erste Staatsregierung Renner berufen und übte das Amt bis zum Ende der Staatsregierung am 15. März 1919 aus.
1919 wurde er Bevollmächtigter für die Verwertung des staatlichen Kunstbesitzes sowie staatlicher Vertreter der Republik in dem von der Pariser Konferenz errichteten Wagenumlauf-Komitee in Mitteleuropa.
1919 bis 1926 war Bruno Enderes – das Adelsprädikat entfiel durch das Adelsaufhebungsgesetz – Präsident der internationalen Kommission zur Aufteilung des österreichisch-ungarischen Eisenbahnparkes.
Er war auch Vertreter der Reparationskommission in der Kommission für die Aufteilung des staatlichen Eisenbahnfahrparks der ehemaligen österreichisch-ungarischen Monarchie. Bis 1925 und erneut 1930 war Enderes Mitglied der Verwaltungskommission bei den Österreichischen Bundesbahnen. Er war auch Mitglied des Donau-Ausschusses zur Begutachtung von Projekten der Donauregulierungskommission. 1925/26 war er Präsident des Österreichischen Ingenieur- und Architekten-Vereins. 1925 wurde er Ehrenbürger der Technischen Hochschule Wien.
1931 wurde Enderes Vorsitzender im Gründungsausschuss der Wählervereinigung Nationaler Wirtschaftsbund, Führung Dr. Schober.
Bruno Enderes war Verfasser zahlreicher Fachpublikationen. Er starb im Alter von 63 Jahren in seiner Wiener Wohnung an einem Schlaganfall.

## Veröffentlichungen (Auswahl)
- Die Neuordnung der deutsch-österreichischen Staatsbahnverwaltung. Vortrag, Wien 1919
- Die „Holz- und Eisenbahn“ Budweis–Linz. 1926
- Planmäßige Verkehrsinvestitionen. 1928
- Die wirtschaftliche Bedeutung der Anschlußfrage. Leipzig / Wien 1929
- Die Semmeringbahn – Zum 75. Geburtstag ihrer Eröffnung. 1929
- Ghega und sein Werk – Wahrheit und Dichtung. 1929
- Die österreichischen Eisenbahnen. 1931
- Die Krise der Bundesbahnen. 1932
- Das österreichische Verkehrswesen. 1932